# چارلز کلی
چارلز کلی (انگلیسی: Charles Kelley؛ زادهٔ ۱۱ سپتامبر ۱۹۸۱) یک موسیقی‌دان اهل ایالات متحده آمریکا است.